# Tuerckheimia svihlae
Tuerckheimia svihlae är en bladmossart som beskrevs av Richard Henry Zander 1993. Tuerckheimia svihlae ingår i släktet Tuerckheimia och familjen Pottiaceae. Inga underarter finns listade i Catalogue of Life.